# Dexia seticincta
Dexia seticincta là một loài ruồi trong họ Tachinidae.